# تغير المناخ في منطقة الكاريبي

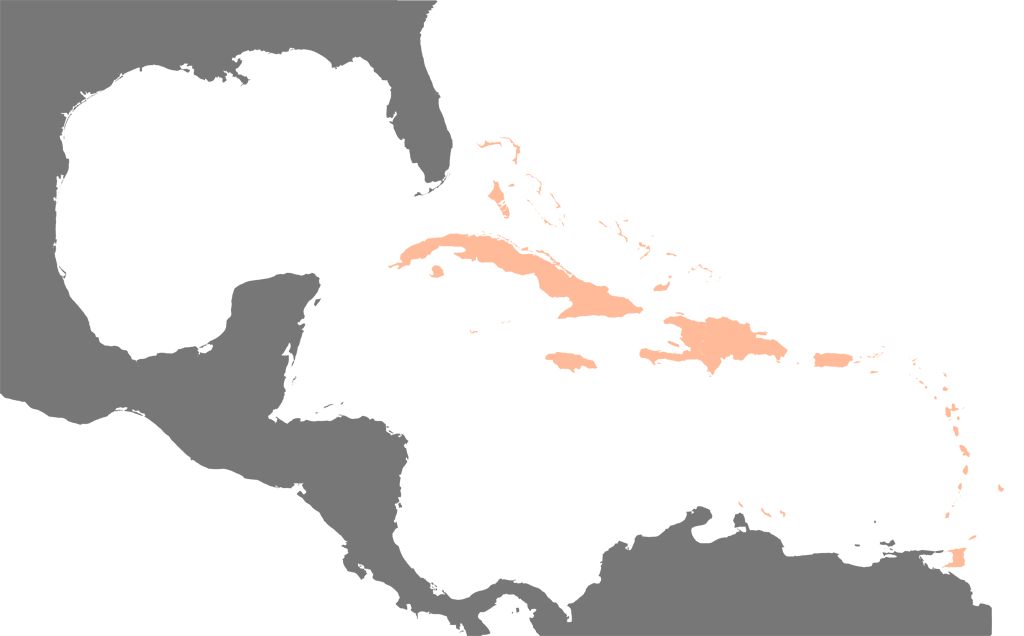
خريطة جزر الكاريبي

تغير المناخ في منطقة الكاريبي يمكن أن يشكل تغير المناخ مخاطر كبيرة على الجزر في منطقة الكاريبي. والتغيرات البيئية الرئيسية المتوقع أن تؤثر على منطقة الكاريبي هي ارتفاع مستوى سطح البحر، وزيادة العواصف، وطول موسم الجفاف، وقصر موسم الأمطار.
ونتيجة لذلك، من المتوقع أن يؤدي تغير المناخ إلى تغييرات اقتصادية وبيئة وسكانية في منطقة الكاريبي.

## الجغرافيا
تتكون منطقة الكاريبي من جزر الأنتيل التي تقع بين أمريكا الشمالية والجنوبية.وتنقسم الأنتيل إلى مجموعتين رئيسيتين: جزر الأنتيل الكبرى والواقعة شمالا وتضم كوبا وجامايكا وهسبانيولا وبورتوريكو وجزر الأنتيل الصغرى وتتكون هي من مجموعة جزر ليوارد وجزر وندوارد وجزر فنزويلا الشاطئية. بإضافة إلى جزر البهاماس وتبلغ متوسط درجة الحرارة السنوية في منطقة الكاريبي 27 °م (81 °ف).

## التغييرات البيئية

### ارتفاع مستوى سطح البحر

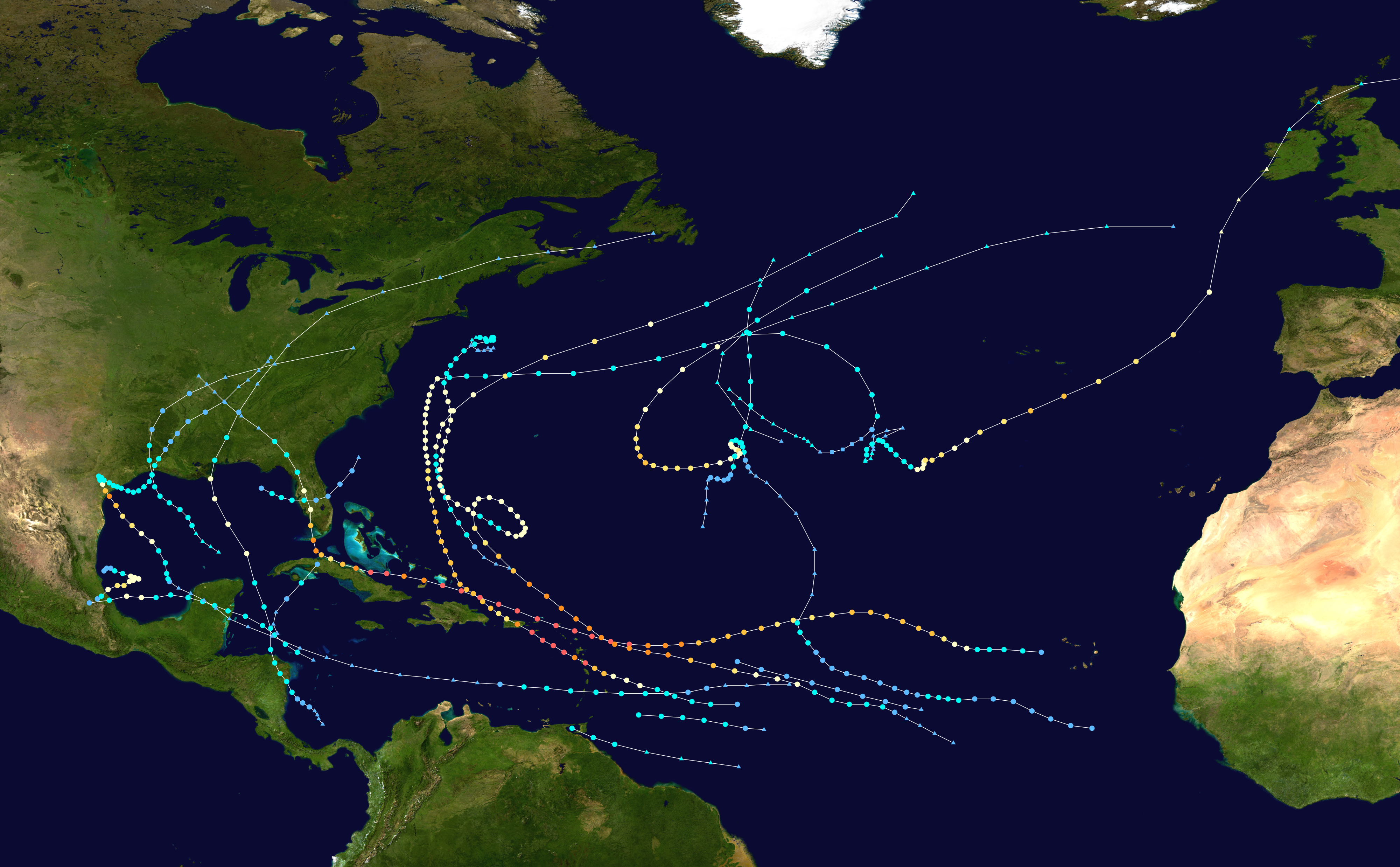
خريطة موجزة لموسم الأعاصير في المحيط الأطلسي لعام 2017 من وكالة ناسا

من المتوقع أن يتسبب ارتفاع مستوى سطح البحر في تآكل السواحل بسبب تغير المناخ. ووفقًا لوكالة ناسا، من المتوقع أن يرتفع مستوى سطح البحر بمقدار 0.3-1 متر (1-4 قدم) بحلول عام 2050. وفي أمريكا اللاتينية ومنطقة البحر الكاريبي، من المتوقع أن يتأثر 29 - 32 مليون شخص بارتفاع مستوى سطح البحر. ومن المتوقع أن تكون جزر البهاما وترينيداد وتوباغو الأكثر تضررًا حيث 80٪ على الأقل من إجمالي أراضي الدولتين تقع تحت مستوى سطح البحر. ويتوقع أن تتراوح الخسائر بين 940 مليون دولار أمريكي إلى 1.2 مليار دولار أمريكي في أكبر 22 مدينة ساحلية في أمريكا اللاتينية ومنطقة الكاريبي. كما ستتأثر مصادر الدخل الرئيسية، مثل السياحة، لأن العديد من مناطق الجذب السياحي الرئيسية مثل الشواطئ والفنادق تقغ بالقرب من الساحل.

### ارتفاع درجة حرارة الهواء وسطح البحر
من المتوقع أن تؤدي زيادة درجة حرارة الهواء وسطح البحر إلى تعزيز تطور الأعاصير المدارية. وتساعددرجات الحرارة المرتفعة من احتمال أن تتحول العاصفة إلى إعصار. وهذا ما يوفر الطاقة لتكثيف الإعصار.
وفي عام 2017 ضرب المنطقة إعصاران من الدرجة الخامسة هما إيرما وماريا، تزيد سركة الأعاصير من الفئة الخامسة عن 157 ميلاً في الساعة. وبالإضافة إلى قوتهما، فقد تسبب الإعصاران إيرما وماريا أيضًا في هطول أمطار أكثر من العواصف السابقة. وكلما زادت درجة حرارة الهواء، كلما احتجز الهواء المزيد من الماء مما يؤدي إلى مزيد من هطول الأمطار.
وتشير مصادر متعددة إلى أن هذه الزيادة في التعزيز والتهطال في الأعاصير الأخيرة ترجع إلى تغير المناخ.  وبلغ إجمالي هطول الأمطار في إعصار إيرما وماريا 510 مليمتر (20 بوصة). هطل 270 مليمتر (11 بوصة) منها في كوبا، وفي بورتوريكو، بلغ معدل هطول الأمطار في إعصار ماريا 164 مليمتر (6.5 بوصة).

## التأثيرات الاجتماعية والاقتصادية
تشير مصادر متعددة إلى أن منطقة البحر الكاريبي في وضع صعب بشكل خاص للتصدي لتغير المناخ. وقد جعل إستعمار الكاريبي دول المنطقة تعتمد على الكيانات الاستعمارية. وقد أدى ذلك إلى ضرر لمنطقة البحر الكاريبي لأنها تفتقر إلى القدرة على التنافس مع الاقتصاد العالمي الحالي والاكتفاء الذاتي.
وستؤدي الأضرار المتوقعة من تغير المناخ إلى إضعاف اقتصاد منطقة البحر الكاريبي حيث ستستهدف بعض مصادر الدخل الرئيسية، مثل السياحة. وتشير التقديرات إلى أن 25٪ إلى 35٪ من اقتصاد منطقة البحر الكاريبي يعتمد على السياحة. ويمكن أن يقل عدد السياح الكاريبي بسبب زيادة قوة واحتمالية حدوث الأعاصير. ومن المتوقع أن تكون جزر البهاما وهايتي وجامايكا هي الجزر الأكثر معاناة من تغير المناخ. ويتوقع أن تكون تكاليف الأضرار التي يتوقع أن تلحق بالمنطقة حوالي 3 ملايين دولار أمريكي سنويًا بحلول عام 2050 و 12 - 15 مليون دولار أمريكي بحلول عام 2100.